# Alexander Schleber
Alexander Schleber (* 1939 in Berlin) ist ein deutsch-amerikanisch-belgischer Objektkünstler, der in Antwerpen lebt.

## Leben und Werk
Schleber ist 1951 in die USA ausgewandert und 1966 nach Europa zurückgekehrt. Er hatte eine verlegerische Tätigkeit. 1972 unternahm er eine Afrikareise mit Günther Uecker. Seit 1973 lebt Schleber in Antwerpen, seine erste Einzelausstellung fand in Brüssel statt. Schleber wurde 1977 als Teilnehmer zur documenta 6 nach Kassel eingeladen.